# William Martínez
Wílliam Pablo Martínez (13. januar 1928 – 28. december 1997) var en uruguayansk fodboldspiller, der med Uruguays landshold vandt guld ved VM i 1950 i Brasilien. Han spillede i alt 54 landskampe og scorede to mål. Han deltog også ved VM i 1954 og VM i 1962.
Martínez spillede på klubplan blandt andet for CA Peñarol og Rampla Juniors i hjemlandet.